# Paolo Ferrero
Paolo Ferrero (ur. 17 listopada 1960 w Pomaretto) – włoski polityk, działacz komunistyczny, były minister i parlamentarzysta, lider Odrodzenia Komunistycznego.

## Życiorys
Pracę zawodową rozpoczynał jako robotnik w jednej z fabryk koncernu FIAT. W wieku 17 lat wstąpił do niewielkiej komunistycznej partii Demokracji Proletariatu (Democrazia Proletaria), na początku lat 90. przyłączyła się do Odrodzenia Komunistycznego. Od 1993 do 1997 Paolo Ferrero zasiadał w radzie miasta w Turynie.
W wyborach parlamentarnych w 2006 uzyskał mandat posła do Izby Deputowanych XV kadencji, z którego jednak zrezygnował zaledwie półtora miesiąca po złożeniu ślubowania. W rządzie Romano Prodiego od 17 maja 2006 do 8 maja 2008 sprawował urząd ministra solidarności społecznej.
W połowie 2008 po porażce wyborczej łączącej partie skrajnej lewicy koalicji Lewica-Tęcza, został nowym sekretarzem krajowym Odrodzenia Komunistycznego, pierwszym nienależącym nigdy do Włoskiej Partii Komunistycznej. Ugrupowaniem tym zarządzał do 2017.